# Uncharted: The Lost Legacy
Uncharted: The Lost Legacy — відеогра в жанрі пригодницького бойовика, розроблена Naughty Dog і видана Sony Computer Entertainment. Вона є окремим доповненням Uncharted 4: A Thief's End і першою грою в серії Uncharted, у якій немає головного героя Натана Дрейка. Натомість гравці контролюють мисливицю за скарбами Хлою Фрейзер, яка шукає бивень Ґанеша в гірських хребтах Західних Гат в Індії за допомогою колишньої найманки Надін Росс та брата Натана Семюеля, намагаючися завадити жорстокому воєначальнику Асаву та його армії повстанців розпалити громадянську війну в країні. Подібно до інших частин серії, The Lost Legacy має управління від третьої особи та включає елементи платформера. Гравці використовують вогнепальну зброю, рукопашний бій і скритність для захисту від ворогів, а також розгадують головоломки та пересуваються ігровим світом пішки або автомобілем.
Розробка The Lost Legacy почалася незабаром після випуску A Thief's End у травні 2016 року. Вона спирається на елементи, які були створені в попередніх іграх Uncharted, з більш відкритим ігровим процесом. Хлоя, другорядний персонаж, що вперше з'явився в Uncharted 2: Among Thieves, перебуває в центрі уваги гри, тоді як сюжет, дизайн і елементи ігрового процесу відображають її характер. Клаудія Блек, Лора Бейлі та Трой Бейкер повторили свої ролі Хлої, Надін та Сема відповідно, озвучивши та виконавши захоплення руху героїв, а також співпрацювали зі сценаристом Джоном Шерром і співсценаристом та креативним директором Шоном Ескейгом щодо розвитку персонажів та історії.
Uncharted: The Lost Legacy була випущена для PlayStation 4 у серпні 2017 року; ремастер для PlayStation 5 та Microsoft Windows було випущено в січні й жовтні 2022 року відповідно. Гра отримала загалом схвальні відгуки. Критики похвалили графіку, дизайн оточення, персонажів та акторське виконання Блек і Бейлі.

## Ігровий процес
Uncharted: The Lost Legacy є відеогрою від третьої особи в жанрі пригодницького бойовика з елементами платформера. Гравці контролюють Хлою Фрейзер — мисливицю за скарбами з розвиненими фізичними якостями, яка може стрибати, бігати, лазити, плавати, розгойдуватися та виконувати інші акробатичні дії. Гравці використовують вогнепальну зброю, рукопашний бій і скритність для захисту від ворогів. Гравці пересуваються різними середовищами, проходячи через такі локації, як міста, будівлі та храми, щоби просуватися сюжетною історією. Гравці також керують транспортними засобами під час деяких ігрових відрізків.
У бою гравці можуть використовувати довгоствольну зброю, як-от гвинтівки та рушниці, і короткоствольну зброю, як-от пістолети та револьвери; також гравцям доступні вибухові речовини, як-от гранати та динаміт. Хоча гравці можуть відкрито атакувати ворогів, у них є можливість використовувати тактику скритності, щоби атакувати непоміченими або крастися повз ворогів; у грі представлено безшумну стрільбу. Попри те, що гра є лінійною, середовища мають багато шляхів, якими гравці можуть скористатися; гра має більші локації, ніж Uncharted 4: A Thief's End.
У грі присутня система штучного інтелекту, тому вороги реагують на будь-яку бойову ситуацію навколо; вони реагують на дії гравців, координують тактику і взаємодіють один з одним. Компаньйони гравців також контролюються штучним інтелектом і можуть допомагати в бою, кидаючи предмети у ворогів, щоби оглушити їх, підказуючи місцеперебування невидимих ворогів або використовуючи зброю проти них. У грі є періоди без бою, які часто пов'язані з розмовами між персонажами. Гравці також мають можливість вирішувати результат деяких розмов через дерево діалогів.
Гра надає доступ до багатокористувацького режиму Uncharted 4, який містить додатковий вміст, що пов'язаний з The Lost Legacy.

## Сюжет
В Індії, мисливиця за скарбами Хлоя Фрейзер (Клаудія Блек) шукає легендарний бивень Ґанеша, сина індуїстського бога Шиви, який втратив його, захищаючи храм свого батька. Власного батька Хлої вбили бандити, коли той шукав бивень. Хлоя прослизає повз повстанців і зустрічається з колишньою найманкою Надін Росс (Лора Бейлі). Вони пробираються в офіс лідера повстанців Асава (Усман Еллі), колишнього знайомого Надін, який хоче використати бивень, щоби розпалити громадянську війну в Індії. Хлоя й Надін крадуть мапу, що вказує на розташування бивня в стародавній імперії Хойсалів, і диск, який діє як ключ.
В Західних Гатах, Хлоя й Надін йдуть слідом кількох веж, прикрашених індуїстською зброєю: тризубом Ганеша, луком Шиви та сокирою Парашурами, який той використав, щоби відрубати бивень. Стежка приводить їх до однієї з двох столиць імперії, Халебіду, останній імператор якої втік і місто захопили перси. Хлоя й Надін здогадуються, що імператор залишив помилковий слід і бивень насправді знаходиться в старій столиці, Белурі. Дорогою вони тікають від Асава і його людей, але втрачають диск. Шпигуючи за силами Асава, Надін бачить свого старого ворога Семюеля Дрейка (Трой Бейкер); вона розуміє, що він є експертом Асава. Коли вона висловила свій намір вбити Сема, насамперед через події, що сталися в Ліберталії, Хлоя зізнається, що співпрацювала з Семом до того, як його викрали. Надін, відчуваючи гнів і зраду, залишає Хлою на деякий час, але згодом вони миряться.
У Белурі вони вирішують кілька головоломок, проте потім потрапляють у полон Асава, який, усвідомивши, що Сем не є експертом і весь час вводив його в оману, змушує Хлою використати диск, щоби розкрити бивень. У процесі вона виявляє, що Ганеш дозволив Парашурамі відрубати йому бивень; коли Шива віддав йому сокиру, адже не хотів зганьбити свого батька, довівши, що сокира є марною. Асав активує пастку й залишає Хлою, Надін і Сема тонути. Хлоя зламує замки на їх наручниках і вони тікають. Попри напруженість між Надін і Семом, трійця переслідує Асава, щоби забрати бивень. Незабаром Надін дізнається, що Асав працює з «Береговою лінією» — групою найманців, якою вона керувала до того, як її вигнали.
Асав продає бивень Орке (Гідеон Емері), колишньому лейтенанту Надін, який став керівником «Берегової лінії». Хлоя, Надін і Сем підбивають вертоліт Орки й дізнаються, що Асав обміняв бивень на бомбу, яку він планує підірвати в столиці та спровокувати громадянську війну. Орка намагається застрелити Надін, але Сем рятує її, після чого вона стріляє в Орку, вбиваючи його. Трійця наздоганяє на джипі поїзд з бомбою і Хлоя з Надін стрибають на нього та б'ються з людьми Асава. Хлоя і Сем використовують стрілочний перевід, перенаправляючи поїзд якомога далі від міста. У машинному відділенні Хлоя й Надін б'ються з Асавом, чия нога застрягає під бомбою. Вони зістрибують з поїзда, перш ніж він падає з обриву і вибухає, вбивши Асава. Хлоя й Надін вирішують стати партнерами, у той час як Сем із жахом реагує на їхні наміри пожертвувати цінний бивень Міністерству культури Індії.

## Розробка
Naughty Dog почала розробку The Lost Legacy після виходу Uncharted 4 в травні 2016 року. Курт Маргенау і Шон Ескайг були обрані керівниками розробки як ігровий та креативний директор відповідно. Музика до гри була написана Генрі Джекменом, композитором Uncharted 4. Хоча спочатку розробники міркували щодо створення Uncharted 5, вони вирішили розробити завантажуваний вміст для Uncharted 4, оскільки одночасна розробка The Last of Us Part II спонукала їх віддати перевагу більш стислій історії для якнайшвидшого випуску.

### Історія та персонажі
Naughty Dog міркувала щодо використання Натана Дрейка, головного героя попередніх ігор Uncharted, як другорядного персонажа, але вирішила, що він буде «зайвим». Також кілька інших персонажів розглядалися як головні герої, включно з Чарлі Каттером, дочкою Натана Кессі, братом Натана Семом і другом Віктором Салліваном; студія вирішила, що вік Саллівана заважатиме ігровому процесу. В підсумку розробники вибрали Хлою Фрейзер і Надін Росс, які вперше з'явилися в Uncharted 2: Among Thieves (2009) і Uncharted 4 відповідно. Команда вирішила зосередитися на нових взаєминах між уже відомими другорядними персонажами в серії Uncharted, що відрізнялося від Left Behind (2014), завантажуваному вмісті для The Last of Us (2013), який натомість був зосереджений на «відсутній частині історії». Спочатку розробники передбачали, що The Lost Legacy буде схожа на Left Behind; під час розробки вони усвідомили, що проєкт буде більш масштабним, тому він став окремою грою з приблизною тривалістю понад 10 годин.
Клаудія Блек і Лора Бейлі зобразили Хлою й Надін в The Lost Legacy відповідно, повторюючи свою роль з попередніх частин серії. Акторські виконання здебільшого записувалися з використанням захоплення руху, а решта аудіоелементів записувалися пізніше в студії. Відеозаписи облич акторів пізніше були використані аніматорами. Актори регулярно вносили свій внесок у розвиток персонажів; співсценарист Джош Шерр прийшов до висновку, що актори більше знайомі з мотивацією персонажів і вносив зміни в сценарій упродовж усієї розробки. Гра була побудована навколо Хлої, а сюжет і художній дизайн зображають її похмуре і приземлене мислення. Повернувшись до персонажа, Блек була дуже зацікавлена подіями, що відбулися в історії Хлої між Uncharted 3 і The Lost Legacy. Команда надала особливого значення дизайну Хлої в The Lost Legacy, зберігши знайомі риси, як-от її зачіску, але додали незначні ознаки старіння, включно зі зморшками. Її дизайн і стиль бою відрізняються від стилю Натана Дрейка, тому її анімація була змінена.
Розробники вважали Хлою цікавим персонажем, оскільки її моральні орієнтири «трохи менше спрямовані», ніж у Натана; у той час як раніше вона шукала артефакти як нагороду, бивень Ганеша цікавить її через його значення для її сім'ї, і Шерр вважав це цікавим для дослідження. Вони також були зацікавлені в тому, як Хлоя розв'язувала проблеми в попередніх іграх, адже раніше вона уникала небезпечної ситуації, щоби врятуватися, тоді як в The Lost Legacy вона змушена проявляти наполегливість через свою керівну роль. Команда відчувала, що Хлої потрібен буде партнер із військовим досвідом, а Надін відчайдушно потребуватиме додаткової роботи після Uncharted 4. Ці двоє персонажів зацікавили розробників через великі відмінності в їхніх характерах: Хлоя є «спонтанною та імпульсивною», тоді як Надін є організованою, тому їм потрібно подолати свої відмінності, щоби працювати разом. Сценаристи вважали, що кепкування між персонажами має бути витонченим у порівнянні з попередніми частинами серії; під час розробки вони іноді змінювали сценарій через те, що діалог був «занадто доброзичливим».
Усман Еллі зобразив Асава, антагоніста гри. Готуючись до ролі, Еллі зустрівся зі співдиректором та співсценаристом Шоном Ескейгом, щоби обговорити «деспотичні режими, які своїм корінням сягають у те, що вважалося шляхетною справою». Ескейг порівняв Асава з мексиканським хірургом Хосе Мануелем Мірелесом, якого побачив у документальному фільмі «Земля картелів» (2015); Еллі описав Мірелеса як «людину, що має харизму і віру у свій народ, щоби піднестися й очолити своєрідну революцію», зазначивши, що Асав має аналогічні склад розуму і слабкості. Еллі підсумував, що пов'язуючи персонажа з історичними революціонерами дасть змогу краще зрозуміти його логіку.
Шерр та Ескейг написали сценарій гри. Тоді як попередні ігри Uncharted були натхненні конкретними історичними постатями, як-от Марко Поло і Генрі Евері, The Lost Legacy натомість фокусується на регіоні та філософії й культурі, які оточують його. Це є наслідком обмеженого часу на розробку, що не дало змогу провести поглиблені дослідження. Сценаристи особливо зосередилися на індуїзмі та його міфології під час обмірковування сюжету. Команда прагнула додати «трохи більше фантастики» в The Lost Legacy з перших трьох ігор Uncharted, якої не було в Uncharted 4 через приземлений сюжет. Ескейг зробив висновок, що менший обсяг гри дає кращу можливість дослідити кожного окремого персонажа, його історію і точку зору. Він також спробував продемонструвати емоційний стан персонажів через ігровий процес. Історія The Lost Legacy дозволила розробникам досліджувати елементи ігрового процесу, які були прибрані з Uncharted 4.

### Дизайн та ігровий процес
Хоча деякі великі відкриті ділянки Uncharted 4 були обмежені графіком розробки гри, Naughty Dog змінила виробничий процес, що дало змогу п'яти командам одночасно розробляти одну локацію для The Lost Legacy. Природне розмаїття Західних Гатів дозволило команді додати різні місця, включно з джунглями, горами, храмами й великими міськими районами. Іконографія й божества Індії також привабили розробників.
Студія переробила бойову механіку Uncharted, щоби вона краще відповідала статурі та стилю бою Хлої; у той час як Натан бився грубо, Хлоя використовує більше технік бойових мистецтв. Хоча гравці мають можливість контролювати камеру у грі, команда побудувала елементи ігрового процесу так, щоби створити певні плани. Артдиректор Тейт Мозесян сказав, що гра має «дуже мало випадкових [моментів]». Розробники прагнули «скористатися перевагою» кольору при складанні ігрових кадрів. Вони також придбали набір для злому замків під час розробки, щоби краще реалізувати внутрішньоігрову механіку злому.

## Маркетинг й випуск
Uncharted: The Lost Legacy була анонсована 4 грудня 2016 року на презентації PlayStation Experience, де також було показано дебютний трейлер. Відео ігрового процесу було представлено у квітні 2017 року, разом з оголошенням дати випуску й бонусів за передзамовлення, які включали порт оригінальної Jak and Daxter: The Precursor Legacy для PlayStation 4. Сюжетний трейлер було показано на виставці E3 у червні. The Lost Legacy була випущена 22 серпня 2017 року для PlayStation 4 у Північній Америці та 23 серпня у Європі. Ремастер, разом з Uncharted 4 у складі Uncharted: Legacy of Thieves Collection, було випущено 28 січня 2022 року для PlayStation 5 та 19 жовтня для Microsoft Windows.

## Сприйняття

### Оцінки й відгуки
| Агрегатор  | Оцінка                                |
| ---------- | ------------------------------------- |
| Metacritic | 84/100 (PS4) 87/100 (PS5) 88/100 (ПК) |

| Видання                   | Оцінка |
| ------------------------- | ------ |
| Electronic Gaming Monthly | 8.5/10 |
| Game Informer             | 9/10   |
| GameRevolution            | [ 31 ] |
| GameSpot                  | 9/10   |
| GamesRadar+               | [ 33 ] |
| Giant Bomb                | [ 34 ] |
| IGN                       | 7.5/10 |

Uncharted: The Lost Legacy отримала «загалом схвальні» відгуки за даними агрегатора рецензій Metacritic.
Нік Плессас з EGN написав, що хоча гра не є повноцінним продовженням і її тривалість менше, ніж Uncharted 4, її проходження виявилося «надзвичайно приємним», та позитивно відгукнувся щодо дизайну й персонажів, яких він визнав захопливими. Ендрю Райнер з Game Informer похвалив зображення взаємин між Хлоєй і Надін, а також головоломки та багатокористувацький режим, і назвав гру «такою ж приголомшливою й майстерною, як і будь-яка [інша частина] Uncharted». Сем Ловерідж з GamesRadar+ схвально оцінила головних персонажів, дизайн і сюжетну історію, назвавши її «однією з кращих у серії [Uncharted]». Ігрові видання також зауважили відсутність будь-яких суттєвих нововведень в ігровому процесі, тоді як Марті Слива з IGN підсумував, що через це гра «більше справляє враження шаблонного літнього блокбастера, ніж знаменних подій, які передували їй».

### Продажі
У тиждень випуску, Uncharted: The Lost Legacy стала найпродаванішою грою у Великій Британії, і розійшлася накладом у 48 тис. копій упродовж 5 тижнів після випуску. У Японії, за тиждень випуску було продано 23,131 тис. копій, унаслідок чого вона стала четвертою найпродаванішою грою в цей період.

### Похвали
Uncharted: The Lost Legacy увійшла до кількох списків кращих відеоігор 2017 року, складених ігровими виданнями, включно з Eurogamer, GamesRadar+, EGMNow і Polygon. Вона була номінована в категоріях «Найкраща гра для PlayStation 4», «Найкращий пригодницький бойовик», «Найкраща графіка» й «Найкраща історія» на премії найкращих ігор 2017 року, проведеній IGN, а також виграла в категорії «Найкраща графіка» під час Action Game of the Year Awards від Game Informer.
| Рік  | Нагорода                        | Категорія                                                           | Результат | Прим.         |
| ---- | ------------------------------- | ------------------------------------------------------------------- | --------- | ------------- |
| 2017 | Gamescom                        | Найкраща консольна гра (PlayStation 4)                              | Номінація | [ 48 ]        |
| 2017 | TIGA Awards                     | Звуковий дизайн                                                     | Номінація | [ 49 ]        |
| 2017 | TIGA Awards                     | Бойовик та пригодницька гра                                         | Номінація | [ 49 ]        |
| 2017 | TIGA Awards                     | Премія за різноманітність                                           | Номінація | [ 49 ]        |
| 2017 | Golden Joystick Awards          | Найкраще оповідання                                                 | Номінація | [ 50 ]        |
| 2017 | Golden Joystick Awards          | Найкраще ігрове виконання (Клаудія Блек)                            | Номінація | [ 50 ]        |
| 2017 | Golden Joystick Awards          | Гра року для PlayStation                                            | Номінація | [ 50 ]        |
| 2017 | The Game Awards                 | Найкраще виконання (Клаудія Блек)                                   | Номінація | [ 51 ]        |
| 2017 | The Game Awards                 | Найкраще виконання (Лора Бейлі)                                     | Номінація | [ 51 ]        |
| 2017 | The Game Awards                 | Найкращий бойовик/пригодницька гра                                  | Номінація | [ 51 ]        |
| 2018 | New York Game Awards            | Премія Германа Мелвілла за найкращий сценарій                       | Номінація | [ 52 ]        |
| 2018 | New York Game Awards            | Премія «Great White Way» за найкраще виконання у грі (Клаудія Блек) | Номінація | [ 52 ]        |
| 2018 | Annie Awards                    | Видатні досягнення в області анімації персонажів у відеоігрі        | Номінація | [ 53 ]        |
| 2018 | Visual Effects Society Awards   | Видатні візуальні ефекти в проєкті реального часу                   | Номінація | [ 54 ]        |
| 2018 | D.I.C.E. Awards                 | Видатні досягнення в області анімації                               | Номінація | [ 55 ]        |
| 2018 | D.I.C.E. Awards                 | Видатні досягнення в області персонажів (Хлоя Фрейзер)              | Номінація | [ 55 ]        |
| 2018 | D.I.C.E. Awards                 | Видатні досягнення в області звукового дизайну                      | Номінація | [ 55 ]        |
| 2018 | D.I.C.E. Awards                 | Пригодницька гра року                                               | Номінація | [ 55 ]        |
| 2018 | D.I.C.E. Awards                 | Видатні досягнення в області ігрової режисури                       | Номінація | [ 55 ]        |
| 2018 | NAVGTR Awards                   | Анімація                                                            | Номінація | [ 56 ]        |
| 2018 | NAVGTR Awards                   | Художній напрямок                                                   | Номінація | [ 56 ]        |
| 2018 | NAVGTR Awards                   | Режисура камери в ігровому рушію                                    | Номінація | [ 56 ]        |
| 2018 | NAVGTR Awards                   | Режисура в кінематографічному відео                                 | Номінація | [ 56 ]        |
| 2018 | NAVGTR Awards                   | Гра, Пригоди франшизи                                               | Перемога  | [ 56 ]        |
| 2018 | NAVGTR Awards                   | Освітлення/Текстурування                                            | Номінація | [ 56 ]        |
| 2018 | NAVGTR Awards                   | Виконання у драмі, головна роль (Клаудія Блек)                      | Номінація | [ 56 ]        |
| 2018 | NAVGTR Awards                   | Виконання у драмі, головна роль (Лора Бейлі)                        | Номінація | [ 56 ]        |
| 2018 | NAVGTR Awards                   | Виконання у драмі, другий план (Трой Бейкер)                        | Номінація | [ 56 ]        |
| 2018 | NAVGTR Awards                   | Редагування звуку в кінематографічному відео                        | Перемога  | [ 56 ]        |
| 2018 | Italian Video Game Awards       | Народний вибір                                                      | Номінація | [ 57 ]        |
| 2018 | Italian Video Game Awards       | Найкращий персонаж (Надін)                                          | Номінація | [ 57 ]        |
| 2018 | SXSW Gaming Awards              | Передовий досвід в області спеціальних ефектів                      | Номінація | [ 58 ] [ 59 ] |
| 2018 | SXSW Gaming Awards              | Передовий досвід в області технічний досягнень                      | Номінація | [ 58 ] [ 59 ] |
| 2018 | Game Audio Network Guild Awards | Звук року                                                           | Номінація | [ 60 ]        |
| 2018 | Game Audio Network Guild Awards | Звуковий дизайн року                                                | Номінація | [ 60 ]        |
| 2018 | Game Audio Network Guild Awards | Найкращий звук в кінематографічному відео                           | Перемога  | [ 60 ]        |
| 2018 | Game Audio Network Guild Awards | Найкращі діалоги                                                    | Перемога  | [ 60 ]        |
| 2018 | Game Audio Network Guild Awards | Найкраще зведення звуку                                             | Перемога  | [ 60 ]        |
| 2018 | British Academy Games Awards    | Художні досягнення                                                  | Номінація | [ 61 ]        |
| 2018 | British Academy Games Awards    | Звукові досягнення                                                  | Номінація | [ 61 ]        |
| 2018 | British Academy Games Awards    | Виконавець (Клаудія Блек)                                           | Номінація | [ 61 ]        |
| 2018 | British Academy Games Awards    | Виконавець (Лора Бейлі)                                             | Номінація | [ 61 ]        |
| 2018 | Webby Awards                    | Найкраща музика/звуковий дизайн (Народний вибір)                    | Перемога  | [ 62 ]        |